# Jerzy Kranz (prawnik)
Jerzy Kranz (ur. 14 października 1948 w Poznaniu) – polski prawnik, dyplomata i naukowiec, doktor habilitowany nauk prawnych, specjalista prawa międzynarodowego i UE. Członek kilku delegacji polskich w rokowaniach międzynarodowych, w latach 2001–2002 ambasador nadzwyczajny i pełnomocny w RFN, profesor SGH i Akademii Leona Koźmińskiego w Warszawie.

## Życiorys

### Edukacja
W 1970 ukończył studia na Wydziale Prawa i Administracji Uniwersytecie im. Adama Mickiewicza w Poznaniu. W 1972 odbył studia podyplomowe na Wydziale Dziennikarstwa Uniwersytetu Warszawskiego.
W 1980 obronił w Instytucie Nauk Prawnych PAN pracę doktorską System głosów ważonych w organizacjach międzynarodowych. W 1995 w tej samej placówce naukowej uzyskał stopień doktora habilitowanego nauk prawnych na podstawie pracy Entre l’influence et l’intervention. Certains aspects juridiques de l’assistance financière multilatérale.

### Działalność zawodowa
W latach 1971–1975 był redaktorem warszawskiego biura Agencji France-Presse. W latach 1975–1990 był asystentem, a następnie adiunktem w Instytucie Nauk Prawnych PAN. W okresie 1990–1995 pracował w Ministerstwie Spraw Zagranicznych, w latach 1991–1992 był radcą Ambasady RP w RFN i w latach 1992–1995 radcą-ministrem pełnomocnym tej samej ambasady. W okresie od 1995 do 1998 pełnił funkcję wicedyrektora Centrum Stosunków Międzynarodowych w Warszawie, a następnie był członkiem zarządu tego Centrum. W latach 1998–2000 oraz 2009-2021 członek Doradczego Komitetu Prawnego przy Ministrze Spraw Zagranicznych.
W latach 1998–2002 ponownie pracował w Ministerstwie Spraw Zagranicznych; od kwietnia 1998 do grudnia 1999 był dyrektorem Departamentu Prawno-Traktatowego, a następnie dyrektorem Departamentu Spraw Prawnych i Konsularnych; od stycznia 2000 do lutego 2001 był podsekretarzem stanu, a od marca 2001 do października 2002 ambasadorem nadzwyczajnym i pełnomocnym RP w RFN.
W okresie od 2003 do 2008 był profesorem w Katedrze Prawa Europejskiego Szkoły Głównej Handlowej i jednocześnie Wyższej Szkoły Europejskiej im. ks. J. Tischnera w Krakowie. Od 2008 jest profesorem w Katedrze Prawa Międzynarodowego i Prawa UE Akademii Leona Koźmińskiego w Warszawie.

## Udział w rokowaniach międzynarodowych
- Traktat między Rzecząpospolitą Polską i Republiką Federalną Niemiec o potwierdzeniu istniejącej między nimi granicy, podpisany 14 listopada 1990 r. w Warszawie – członek delegacji polskiej
- Traktat między Rzecząpospolitą Polską i Republiką Federalną Niemiec o dobrym sąsiedztwie i przyjaznej współpracy, podpisany 17 czerwca 1991 r. w Bonn – członek delegacji polskiej
- Konwencja dotycząca koncyliacji i arbitrażu, zawarta w ramach KBWE i podpisana w Sztokholmie 15 grudnia 1992 r. – członek delegacji polskiej
- Konferencja dyplomatyczna Narodów Zjednoczonych w sprawie ustanowienia Międzynarodowego Trybunału Karnego (Rzym, 15 czerwca–17 lipca 1998 r.) – członek delegacji polskiej
- Rokowania wielostronne (Białoruś, Czechy, Jewish Claims Conference, Izrael, RFN, Polska, Rosja, Ukraina, Stany Zjednoczone) dotyczące świadczeń niemieckich za pracą niewolniczą i przymusową – Bonn, Berlin, Waszyngton (1999 – lipiec 2000) – przewodniczący delegacji polskiej
- Rokowania wielostronne (Austria, Białoruś, Czechy, Polska, Rosja, Ukraina, USA, Węgry) dotyczące świadczeń austriackich za pracę niewolniczą i przymusową – Wiedeń (maj-październik 2000 r.) – przewodniczący delegacji polskiej

## Członkostwo w organizacjach społecznych i naukowych
- International Law Association
- Deutsche Gesellschaft für Völkerrecht

## Odznaczenia
- Wielki Krzyż Zasługi z Gwiazdą Orderu Republiki Federalnej Niemiec – 2001[2]
- Krzyż Kawalerski Orderu Odrodzenia Polski – 2010[3]
- Odznaka honorowa „Bene Merito” – 2014[4]

## Twórczość
- Jerzy Kranz, Głosowanie ważone w organizacjach międzynarodowych, Ossolineum, Warszawa 1982, ISBN 83-04-01211-1.
- Jerzy Kranz, Entre l’influence et l’intervention. Certains aspects juridiques de l’assistance financière multilatérale, Peter Lang Verlag, Frankfurt/M. 1994, ISBN 3-631-46874-1.
- Jerzy Kranz, Klaus Bachmann (red.), Przeprosić za wypędzenie? O wysiedleniu Niemców po II wojnie światowej, Znak, Kraków 1997, ISBN 83-7006-730-1.
- Jerzy Kranz, Klaus Bachmann (red.), Verlorene Heimat. Die Vertreibungsdebatte in Polen, Bouvier Verlag, Bonn 1998, ISBN 3-416-02801-5.
- Jerzy Kranz, Bartosz Jałowiecki, Jan Barcz, Między pamięcią a odpowiedzialnością. Rokowania w latach 1998–2000 w sprawie świadczeń za pracę przymusową, Wydawnictwo Prawo i Praktyka Gospodarcza, Warszawa 2004, ISBN 83-87611-54-9.
- Jerzy Kranz, War, Peace or Appeasement? Völkerrechtliche Dilemmata bei der Anwendung militärischer Gewalt zu Beginn des 21. Jahrhunderts, Instytut Wydawniczy EuroPrawo, Warszawa 2009, ISBN 978-83-7627-006-7.
- Jak postrzegać Unię Europejską? Kilka podstawowych pojęć i problemów, Warszawa 2013, ISBN 978-83-7151-932-1.
- Wysiedlenie ludności niemieckiej w wyniku II wojny światowej: krzywda czy bezprawie?, Warszawa 2013, ISBN 978-83-7151-737-2
- Die Zwangsaussiedlung der deutschen Bevölkerung: Rechtliche, politische und ethische Dilemmata, Łódź 2014, ISBN 978-83-937101-2-6
- Pojęcie suwerenności we współczesnym prawie międzynarodowym, Warszawa 2015,  ISBN 978-83-8017-061-2
- Reparacje od Niemiec po drugiej wojnie światowej w świetle prawa międzynarodowego. Aspekty prawa i praktyki, Warszawa 2019, 384 s. (współautor: Jan Barcz), ISBN 978-83-8017-224-1